# Martin Robert (criminel)
 (septembre 2024).
Martin Robert alias Marti ou Capo est un criminel Québécois. Il est considéré comme le Hells Angels le plus influent au Québec mais également parmi tout le Canada depuis quelques années.
Il est non seulement à la tête du chapitre de Montréal mais également un membre en règle du chapitre de la Côte d’Azur en France.
Il est également considéré comme un Hells Angels World c’est-à-dire qu’il représente officiellement le Canada lors d’événements mondiaux. Très peu de motards ont eu ce privilège. Il porte d’ailleurs un tatouage dans le dos exposant fièrement son statut World. 
En 2018, il se marie en publique et l’événement est fortement médiatisé. Des Hells Angels de partout au pays ainsi que leur clubs supporteurs sont présents. Sa conjointe, Annie Arbic, est la fille de Sharon Simon, une trafiquante de drogue autochtone aussi connu sous le nom de “La Reine de Kanesatake” puisqu’elle y aurait dirigé une prolifique organisation de narcotrafiquants.
Il est soupçonné par les autorités d’entretenir des liens avec Alexander Zaldostanov suite à de fréquents déplacements en Russie.

## Vie privée
Martin Robert est né le 1er octobre 1974 à Sainte-Sophie. 
En 1999, il évite une longue peine de pénitencier, son avocat plaidant que Martin avait quitté les motards et qu’il n’était plus un danger pour la société. Il mentionne également que Robert a quitté l’école lors de sa dernière année du secondaire.
Le 1re décembre 2018, Martin Robert se mari avec Annie Arbic, la fille de Sharon Simon, importante trafiquante de drogue au sein de la réserve mohawk de Kanesatake.

## Carrière criminelle
Il est d’abord membre des Death Riders de Laval, un club-école des Hells Angels.
Pendant les années 90, Robert accumule diverses condamnation pour incendie criminel, trafic de cocaïne et possession d’armes.
En décembre 2002, il devient membre en règle du chapitre de Montréal.
En 2005 il fait l’objet d’une enquête criminelle pour meurtre, tentative de meurtre, gangstérisme et trafic de stupéfiants. Il est inscrit sur la liste des 10 criminels les plus recherchés du Québec. Il est arrêté le 13 janvier 2010 alors qu’il est dans une discothèque à Cancun. Son arrestation s’inscrit dans le cadre de l’opération SharQC qui a décimé l’organisation des Hells. En 2015, il plaide coupable à une accusation de complot pour meurtres et écope d’une peine de 10 ans de prison. Il est cependant libéré sur le champ vu le temps passé en détention préventive.
Il est arrêté lors de l’opération Digilence avec d’autres Hells Angels puisqu’ils sont soupçonnés d’avoir ouvert des comptes bancaires offshore sur l’ile Maurice afin de blanchir de l’argent sale.
Il bénéficie cependant d’un arrêt des procédures en 2013.